# Wiktor Rżaksynski
Wiktor Albertowycz Rżaksynski (ukr. Віктор Альбертович Ржаксинський, ur. 28 października 1967 w Krzemieńczuku) – ukraiński kolarz szosowy reprezentujący także ZSRR, złoty medalista mistrzostw świata w kategorii amatorów.

## Kariera
Największy sukces w karierze Wiktor Rżaksynski osiągnął w 1991 roku, kiedy zdobył złoty medal w wyścigu ze startu wspólnego amatorów podczas mistrzostw świata w Stuttgarcie. W zawodach tych wyprzedził bezpośrednio Włocha Davide Rebellina oraz Szwajcara Beata Zberga. Był to jednak jedyny medal wywalczony przez Rżaksynskiego na międzynarodowej imprezie tej rangi. Ponadto w 1991 roku zwyciężył w klasyfikacji generalnej Wyścigu Pokoju, a w 1990 roku był drugi w Cinturón a Mallorca i trzeci w Tour du Hainaut. W latach 1991–1993 próbował swych sił w profesjonalnym kolarstwie jeżdżąc w hiszpańskich grupach. Nigdy nie wziął udziału w igrzyskach olimpijskich.

## Najważniejsze zwycięstwa
- 1991 – mistrzostwo świata ze startu wspólnego, Wyścig Pokoju